# Ренпет
Ренпет е думата за година в древноегипетския език.
Йероглифът за тази дума е изобразяван като жена, носеща палмова клонка на главата. Тази жена е смятана за богиня на вечността.